# Medalha de Serviço Distinto da NASA
A Medalha de Serviço Distinto da NASA é a maior condecoração entregue pela Administração Nacional da Aeronáutica e Espaço (NASA) dos Estados Unidos. Ela pode ser entregue a qualquer funcionário do governo federal norte-americano, civil ou militar, que, por meio de seu serviço, habilidade, coragem ou visão, contribuiu pessoalmente para o progresso dos interesses aeroespaciais dos Estados Unidos. A contribuição do indivíduo deve demonstrar um nível de excelência que deixou um impacto profundo na NASA e cuja contribuição é tão extraordinária que não seja adequada para outros prêmios menores da agência.
A medalha foi criada oficialmente em 29 de junho de 1959 e era originalmente entregue pelo Comitê Nacional para Aconselhamento sobre Aeronáutica, sendo depois herdado pela NASA. A primeira versão da medalha continha o selo da NASA e foi entregue até 1964, depois do qual foi substituído pela versão atual com um chevron e o círculo de uma espaçonave ao redor, também tirados da insígnia da agência.